# Armónico
L'armónico és un cordòfon inventat pel músic cubà Compay Segundo el 1924. La seva idea era crear un instrument nou mitjançant la hibridació del tres i la guitarra, addicionant una setena corda a l'entorn. Aquest instrument pretén imitar el timbre del tres afegint una corda afinada a l'octava en la tercera corda (sol). La seva afinació és igual que la guitarra. Primera corda en mi, segona en si, tercera i quarta sol. La tercera i quarta corda van aparellades, tenint la quarta una octava per sobre de la tercera. Finalment, les tres cordes que corresponen als bordons de la guitarra mantenen l'afinació de re, la, mi però afinades una octava per sobre.